# Shevardeni-1906 Tbilisi
El Shevardeni-1906 Tbilisi es un equipo de fútbol de Georgia que juega en la Meore Liga, tercera división de fútbol en el país.

## Historia
Fue fundado en el año 1906 en la capital Tbilisi con el nombre FC Sokol luego de que el checo Jaroslav Svatos invitara a varios deportistas y entrenadores del país para formar una sociedad deportiva local; y es uno de los equipos de fútbol más viejos de Georgia.
Su primer partido oficial fue el 23 de octubre de 1911 ante una fusión de varias asociaciones deportivas, el cual terminó con victoria por marcador de 1-0. El club formó parte de la Umaglesi Liga durante el periodo de la Unión Soviética, de la cual salió campeón en la temporada de 1986 y ganó la Copa de Georgia dos años después.
Tras la caída de la Unión Soviética en 1990, el club cambia su nombre por su denominación actual y se convierte en uno de los equipos fundadores de la Umaglesi Liga con Georgia como país independiente.
El club obtiene un subcampeonato y juega en la máxima categoría hasta la temporada de 1996 luego de fusionarse con el FC Universititi Tbilisi de la Pirveli Liga y dar origen al FC TSU Armasi Tbilisi y jugar en la Umaglesi Liga.
En 2015 el club es refundado y se integró a la Meore Liga para la temporada 2015/16.

## Palmarés
- Liga Soviética de Georgia: 1

1986
- Copa Soviética de Georgia: 2

1988, 1989